# 송재익
송재익(宋在翊, 1942년 4월 11일 ~ 2025년 3월 18일)은 대한민국의 아나운서(혹은 스포츠 캐스터)이다. 1990년대와 2000년대에 신문선과 함께 스포츠 중계 콤비로 이름을 날렸다.

## 주요 경력
- 1969년 동아방송(DBS) 아나운서 입사 (1969년 4월)
- 1970년 문화방송(MBC) 아나운서 이적 입사 (1970년 2월)
- 1999년 문화방송(MBC) 아나운서 직위 퇴임 (1999년 2월)
- 1999년 고려대학교 신문방송학과 강사 (1999년 8월)
- 2000년 서울방송(SBS) 스포츠 객원 캐스터 (2000년 6월)
- 2000년 고려대학교 신문방송학과 강사 직위 퇴임 (2000년 8월)
- 2007년 서울방송(SBS) 스포츠 객원 캐스터 직위 퇴임 (2007년 1월 31일)
- 2007년 중앙대학교 신문방송학과 겸임교수 (2007년 2월)
- 2008년 중앙대학교 신문방송학과 겸임교수 직위 퇴임 (2008년 2월)
- 2008년 인하대학교 신문방송학과 겸임교수 (2008년 8월)
- 2009년 인하대학교 신문방송학과 겸임교수 직위 퇴임 (2009년 2월)
- 2009년 한양대학교 신문방송학과 강사 (2009년 2월)
- 2009년 한양대학교 신문방송학과 강사 직위 퇴임 (2009년 8월)
- 2012년 선진통일당 대표최고전임위원 (2012년 5월 31일)
- 2012년 선진통일당 탈당 (2012년 8월 1일)
- 2012년 수원대학교 신문방송학과 강사 (2012년 8월)
- 2013년 수원대학교 신문방송학과 강사 직위 퇴임 (2013년 2월)
- 2013년 채널A 프리랜서 객원 스포츠 캐스터 (2013년 5월 31일)
- 2019년 스카이 스포츠, 생활체육TV 메인 스포츠 캐스터 (2019년 3월 2일 ~ ?)
- 2019년 TV조선 프리랜서 객원 스포츠 캐스터 (2019년 10월 6일)
- 2020년 IB 스포츠 프리랜서 객원 스포츠 축구 캐스터 (2020년 5월 1일 ~ 2020년 11월 21일)

## 학력
- 성동고등학교 졸업
- 우석대학교 영어영문학과 학사

## 출연작

### TV 프로그램
- 《MBC 문화방송 스포츠》
- 《SBS 서울방송 스포츠 - 아시아 국가 축구》
- 《채널 A 쾌도난마》(2013년 3월)

### 영화
- 《챔피언》(2002년) - 스포츠 캐스터 역(특별출연)